# Blepharita leptitanus
Blepharita leptitanus är en fjärilsart som beskrevs av Turati 1924. Blepharita leptitanus ingår i släktet Blepharita och familjen nattflyn. Inga underarter finns listade i Catalogue of Life.